# Microrégion de Lavras da Mangabeira
 (février 2025).
Si vous disposez d'ouvrages ou d'articles de référence ou si vous connaissez des sites web de qualité traitant du thème abordé ici, merci de compléter l'article en donnant les références utiles à sa vérifiabilité et en les liant à la section « Notes et références ».

Localisation de la microrégion de Lavras da Mangabeira

La microrégion de Lavras da Mangabeira est l'une des trois microrégions qui subdivisent le centre-sud de l'État du Ceará au Brésil.
Elle comporte 4 municipalités qui regroupaient 56 313 habitants en 2006 pour une superficie totale de 1 632 km2.

## Municipalités[1]
- Baixio
- Ipaumirim
- Lavras da Mangabeira
- Umari